# Francisco Uribe
Juan Francisco Uribe Ronquillo (Tehuacán, Puebla, 11 de enero de 1966) es un exfutbolista mexicano. Jugaba de delantero.

## Trayectoria
Uribe estudió sus primeros años en el Centro Escolar Presidente Venustiano Carranza de Tehuacán. Continuó sus estudios en Camargo Chihuahua en la Secundaria Federal y Preparatoria Federal. Ingresó a la Universidad Nacional Autónoma de México en la Facultad de Medicina Veterinaria y Zootecnia. Terminó la carrera como Médico Veterinario Zootecnista. Juega entonces para la Facultad de Veterinaria y para el Equipo Representativo de la UNAM, quedando campeones nacionales con derecho a representar a México en la Universidad Mundial. Posteriormente entró a la reserva profesional de los Pumas de la UNAM, jugó en el equipo de Segunda División Pumas ENEP, quedando campeón de Segunda División. Fue seleccionado por el Juvenil de México para participar en la Copa Mundial de Fútbol Juvenil de 1985 celebrada en la entonces Unión Soviética. 
Logró su ascenso por las divisiones inferiores hasta debutar en primera División en el torneo corto de México ’86 contra el Cruz Azul y anotar su primer gol al Tampico Madero. Aun así su destino cambió tan pronto como llegó la siguiente temporada, cuando reforzó a Coyotes Neza para la 1986-87. Luego de dos años en los Coyotes y tras haberse ganado varios minutos y partidos como titular, Uribe pasó una  temporada en el Atlético Potosino en la temporada 1988-89 en la que anotó 15 goles. Tras ese año en el San Luis Potosí se mudó de regreso a México para jugar en el Atlante aportó con goles en los Potros comandados por Rafael Puente.
En la siguiente temporada, fue contratado por el León, con la esperanza de convertirse en el delantero estrella de los Esmeraldas. Desde su llegada, en la 90/91, mostró un buen desempeño y firmó la temporada más prolífica de su carrera, con 17 tantos. Al siguiente año la escuadra de Víctor Manuel Vucetich mejoró su funcionamiento y con la experiencia de Milton Queiroz ( conocido como Tita) , más la delantera formada por Uribe y Zé Roberto, llegaron a la final contra el Puebla. Aunque Paco no anotó en esa final, intervino en las dos anotaciones con que se coronó campeón el equipo León, suyo fue el desvío con la cabeza que Carlos Turrubiates convirtió para sellar la victoria con un 2-0 global, e intervino en el segundo gol con tiro libre de Tita. Ese papel le ganó la convocatoria nuevamente al Tri por César Luis Menotti, con el que disputó 19 encuentros, entre partidos amistosos y las eliminatorias de 1992 y marcó 11 goles. Durante ese proceso mundialista recibió un terrible golpe entre el arco cigomático, el ojo y el malar, que lo alejó de las canchas por casi un año y no volvió a la lista final para representar a México en el mundial de Estados Unidos 1994.
Tras ese golpe anímico y enrolado en América después de obtener el título de la CONCACAF , regresó a la titularidad en la 93/94 y aportó 10 goles, sin embargo la llegada de Leo Beenhakker, que presentó un América engalanado por el fútbol vertiginoso de Biyik y Kalusha, lo relegó a la banca en la que estuvo durante dos temporadas. Para el Invierno ’96 se libró de desgarres y lesiones, por lo que jugó más, algunas veces como titular y otras como relevo, aportando algunos goles. El siguiente año continuó con el América comandando por Bielsa, anotando algunos goles para el equipo.  En el siguiente torneo fue contratado por los Tigres de Primera A que buscaban el ascenso a la Primera División. Allí anotó varios goles en varios encuentros y fue titular colaborando en el campeonato de la UANL, pero al final de la temporada se lesionó una vez más el pómulo y se perdió la recta final del torneo, los Tigres de la UANL regresaron al máximo circuito.
Continuó su carrera con el Veracruz, donde continuó aportando al equipo con goles y con entrega. Posteriormente fue contratado por la MLS, en su formación y cómo precursor para la afición latina, en donde jugó un año para San José Clash en San José California. y anotó 12 goles. Regresó a México para reforzar al Puebla durante algunos partidos . Continuó su carrera y regresó de vuelta a su querido club, el León , estuvo otras temporadas y en el Invierno ’01, aportó con su entrega y con goles, ayudando a conservar la categoría en el Verano ’01. Después de salir en el Invierno ’01 vistió de nuevo la camiseta de Veracruz en Primera A por 6 meses, en los que contribuyó al ascenso a Primera División, y finalmente se retiró después de ese campeonato con el Veracruz en el año de 2002. 
Actualmente es el entrenador de la selección de futbol de la CD. Camargo Chihuahua donde en el año 2019 obtuvo el campeonato de la Liga Estatal Premier con la categoría sub-17. Todo esto en su gestión como director del deporte en dicha Ciudad.

### Clubes
| Club                        | País                | Año       | Partidos | Goles | Media |
| --------------------------- | ------------------- | --------- | -------- | ----- | ----- |
| Club Universidad Nacional   | México              | 1985-1986 | 23       | 5     | 0.04  |
| Coyotes Neza                | México              | 1986-1988 | 61       | 11    | 0.08  |
| Atlético Potosino           | México              | 1988-1989 | 35       | 15    | 0.31  |
| Club de Fútbol Atlante      | México              | 1989-1990 | 31       | 14    | 0.26  |
| Club León                   | México              | 1990-1992 | 63       | 29    | 0.32  |
| Club América                | México              | 1992-1996 | 67       | 33    | 0.19  |
| Tigres de la UANL           | México              | 1997      |          | 8     |       |
| Tiburones Rojos de Veracruz | México              | 1997-1998 | 22       | 14    | 0.32  |
| San José Clash              | Estados Unidos      | 1998      |          | 17    |       |
| Puebla Fútbol Club          | México              | 1999      | 4        | 2     | 0     |
| Club León                   | México              | 1999-2001 | 29       | 8     | 0.07  |
| Tiburones Rojos de Veracruz | México              | 2002      |          | 5     |       |
| Total en su carrera         | Total en su carrera | 1985-2002 |          | 161   |       |

## Selección nacional
Con la Selección Nacional, marcó 11 goles en 19 partidos internacionales entre 1991 y 1993. Se destacó en el partido del 6 de diciembre de 1992 contra San Vicente, por las eliminatorias para el Mundial de Estados Unidos de 1994, en el cual marcó 3 de los 11 goles que la selección mexicana le hizo al rival. El 4 de abril de 1993, tras un durísimo choque de cabezas en un partido ante El Salvador, disputó su último encuentro con el Tri.

## Palmarés

### Campeonatos nacionales
| Título           | Club      | País   | Año     |
| ---------------- | --------- | ------ | ------- |
| Primera División | Club León | México | 1991-92 |

### Campeón de Concacaf
| Título                           | Club         | País   | Año  |
| -------------------------------- | ------------ | ------ | ---- |
| Copa de Campeones de la Concacaf | Club América | México | 1993 |